# San Carlos Park
San Carlos Park ist ein census-designated place (CDP) im Lee County im US-Bundesstaat Florida. Das U.S. Census Bureau hat bei der Volkszählung 2020 eine Einwohnerzahl von 18.563 ermittelt.

## Geographie
San Carlos Park wird vom Tamiami Trail (U.S. 41) tangiert und befindet sich rund 10 km südlich von Fort Myers. Tampa und Miami liegen jeweils etwa 210 km entfernt.

## Geschichte
1904 wurde durch die Atlantic Coast Line Railroad eine Bahnstrecke von Punta Gorda nach Fort Myers erbaut, die 1925 über San Carlos Park nach Bonita Springs und 1926 bis Naples verlängert wurde. Heute wird die Strecke von Arcadia über Punta Gorda und Fort Myers nach Naples von der Seminole Gulf Railway betrieben.

## Demographische Daten
Laut der Volkszählung 2010 verteilten sich die damaligen 16.824 Einwohner auf 7177 Haushalte. Die Bevölkerungsdichte lag bei 1335,2 Einw./km². 86,4 % der Bevölkerung bezeichneten sich als Weiße, 2,9 % als Afroamerikaner, 0,4 % als Indianer und 1,4 % als Asian Americans. 7,1 % gaben die Angehörigkeit zu einer anderen Ethnie und 1,8 % zu mehreren Ethnien an. 24,0 % der Bevölkerung bestand aus Hispanics oder Latinos.
Im Jahr 2010 lebten in 37,6 % aller Haushalte Kinder unter 18 Jahren sowie 17,9 % aller Haushalte Personen mit mindestens 65 Jahren. 69,1 % der Haushalte waren Familienhaushalte (bestehend aus verheirateten Paaren mit oder ohne Nachkommen bzw. einem Elternteil mit Nachkomme). Die durchschnittliche Größe eines Haushalts lag bei 2,75 Personen und die durchschnittliche Familiengröße bei 3,15 Personen.
27,9 % der Bevölkerung waren jünger als 20 Jahre, 29,3 % waren 20 bis 39 Jahre alt, 29,8 % waren 40 bis 59 Jahre alt und 13,1 % waren mindestens 60 Jahre alt. Das mittlere Alter betrug 35 Jahre. 51,7 % der Bevölkerung waren männlich und 48,3 % weiblich.
Das durchschnittliche Jahreseinkommen lag bei 50.759 $, dabei lebten 11,6 % der Bevölkerung unter der Armutsgrenze.
Im Jahr 2000 war Englisch die Muttersprache von 90,35 % der Bevölkerung, spanisch sprachen 8,15 % und 1,50 % hatten eine andere Muttersprache.